# Rudolf Schnyder
Rudolf Schnyder (22 agosto 1919 – 30 dicembre 2000) è stato un tiratore a segno svizzero.

## Palmarès

### Olimpiadi
- 1 medaglia:
  - 1 argento (Londra 1948 nella pistola 50 metri)